# Титов, Николай Петрович
Николай Петрович Титов (4 (17) декабря 1908 — 2 марта 1989) — командир 12-го гвардейского стрелкового полка 5-й гвардейской Городокской стрелковой дивизии 11-й гвардейской армии 3-го Белорусского фронта, гвардии подполковник, Герой Советского Союза.

## Биография
Родился 4 (17) декабря 1908 года на хуторе Коречное села Колодезное ныне Двуречанского района Харьковской области. Работал кузнецом.
В Красной Армии с октября 1929 по 1938 годы. Служил в войсках ОГПУ-НКВД. Вторично призван в Красную Армию в июне 1941 года. Воевал на Юго-Западном, Западном, Брянском, Прибалтийском, 2-м и 1-м Прибалтийских, 3-м Белорусском фронтах. В боях дважды ранен и 6 раз контужен. Участвовал во множестве боёв. 12-й гвардейский стрелковый полк под командованием гвардии подполковника Титова форсировал 14 июля 1944 года реку Неман в районе деревни Меречь республики Литва, захватил плацдарм и, отразив все контратаки противника, прочно удерживал его до подхода основных сил дивизии.
24 марта 1945 года за образцовое выполнение боевых заданий командования на фронте борьбы с немецко-фашистскими захватчиками и проявленные при этом мужество и героизм гвардии подполковнику Титову Николаю Павловичу присвоено звание Героя Советского Союза с вручением ордена Ленина и медали «Золотая Звезда».
С 1954 года полковник Н. П. Титов в запасе. Жил в городе Харьков. Умер 2 марта 1989 года.